# Arkantos
El Almirante de la Atlántida Arkantos es el personaje principal del videojuego de estrategia en tiempo real Age of Mythology, lanzado en el año 2002. El jugador lo controla durante la mayoría de la campaña de un jugador, La Caída del tridente. También aparece en la expansión del juego, The Titans Expansion, como un personaje secundario que apoya al jugador.

## Historia
Arkantos es un Almirante en la marina de guerra de la Atlántida, que en el juego se encuentra debajo de España, algunas millas por fuera del Estrecho de Gibraltar. Anteriormente, se enfrentaba a grandes enemigos de su patria pero ahora, sus enemigos son débiles saqueadores, bandidos y piratas. La diosa Atenea, se le aparece en los sueños para guiarlo y acompañarlo. Se sabe también, que estos piratas fueron los que mataron a su esposa y madre de su hijo, Castor.

### Age of Mythology
Durante los eventos de La Caída del tridente, el jugador controla a Arkantos mientras defiende su patria, la Atlántida, y posteriormente durante la Guerra de Troya. Allí conoce a otros héroes, como Ayax y Ulises. El primero le acompaña durante el resto del juego. Posteriormente descubre que un cíclope, Gargarensis, esta empleando recursos para intentar abrir las puertas del tártaro situadas en el Inframundo. En el camino para evitarlo, conoce a otros héroes como el centauro Quirón, la guerrera egipcia Amanra y los enanos Brokkr y Eitri.
En su confrontación final, Zeus mejora a Arkantos con un poder inigualable, este lo transforma en un dios, lo que le permite enfrentarse a Gargarensis y terminar matándolo, y acabando con sus planes para liberar al Titán Cronos del inframundo. Arkantos finalmente cae después de la batalla y Atenea lo hace inmortal. Sin embargo, su amada patria, la Atlántida, se hunde en el mar.

## Jugabilidad
Arkantos posee una gran cantidad de puntos de salud (aunque no tantos como Ayax o Reginleif), y puede manejar con facilidad otros soldados. Sin embargo, se destaca en la lucha contra las unidades míticas, contra las cuales inflige una gran cantidad de daño extra. Puede enfrentarse a prácticamente cualquier oponente, aunque puede caer si lo atacan muchos oponentes.
Al igual que todos sus compañeros, si es sobrepasado en batalla el no fallece. Atenea proclamara "Ha caído un héroe" y se encontrara inconsciente con la posibilidad de ser reanimado eliminando los enemigos que estén presentes en la zona. Además, posee un ataque especial, que consiste en alzar su lanza y realizar un grito de batalla, lo cual hace que todas las unidades cercanas aliadas aumenten su ataque por unos segundos.